# صاریغ سه‌خط شمالی
صاریغ سه‌خط شمالی (نام علمی: Monodelphis americana) نام یک گونه از سرده تک‌زهدان‌ها است.